# 上海市浦东新区辅读学校
浦东新区辅读学校是位於中華人民共和國上海市浦东新區陆家嘴的一所智力残疾儿童青少年九年义务教育与康复训练以及初级职业技术培训的特殊教育学校。学校创立于1953年，由陆家嘴聋哑辅读学校、上南辅读学校整合而成。学校分设陆家嘴辅读、上南辅读和忠华初职三个校区。